# Karl Christian Rove

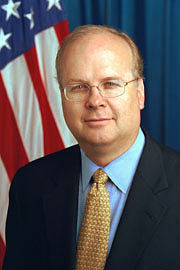
Karl Rove

Karl Christian Rove (nascut a Denver, Colorado, el 25 de desembre de 1950) és un assessor polític dels Estats Units, i (a data de 2005) conseller major i principal estrateg polític del president George Walker Bush. Va ser anomenat per Bush "l'arquitecte de la victòria" arran de la seva reelecció a les presidencials del 2004. És també cap de personal i diputat de la Casa Blanca en càrrec de política.
Els clients per als quals Rove ha dissenyat campanyes electorals inclouen a George Walker Bush, George Herbert Walker Bush, John Ashcroft, Bill Clements, i Phil Gramm.
Rove ha estat un blanc freqüent dels crítics de l'administració Bush. El situen actualment en el cas Plame. Els seus opositors polítics afirmen que Rove va revelar la identitat de Valerie Plame, una agent encoberta de la CIA, i la del seu marit Joseph C. Wilson com a venjança contra l'oposició d'aquest últim a la invasió de l'Iraq. Rove nega l'acusació.